# Taras Mychalyk
Taras Volodymyrovyč Mychalyk (in ucraino Тарас Володимирович Михалик?; Ljubečiv, 28 ottobre 1983) è un ex calciatore ucraino, di ruolo difensore.

## Caratteristiche tecniche
Gioca come difensore centrale ma può anche essere utilizzato da mediano.

## Palmarès

### Club

#### Competizioni nazionali
- Campionato ucraino: 2

Dinamo Kiev: 2006-2007, 2008-2009
- Coppa d'Ucraina: 2

Dinamo Kiev: 2005-2006, 2006-2007
- Supercoppa d'Ucraina: 2

Dinamo Kiev: 2006, 2007
- Coppa di Russia: 2

Lokomotiv Mosca: 2014-2015, 2018-2019
- Campionato russo: 1

Lokomotiv Mosca: 2017-2018